# Katholische KiTa gGmbH Trier
Die Katholische KiTa gGmbH Trier (vollständiger offizieller Name: Gemeinnützige Trägergesellschaft Katholischer Kindertageseinrichtungen im Raum Trier mbH) ist ein anerkannter freier und kirchlicher Träger der Jugendhilfe mit Sitz in Trier im westdeutschen Bundesland Rheinland-Pfalz. Sie trägt mehr als 150 Einrichtungen der Kindertagesbetreuung und nimmt ihre Aufgaben als Gesellschaft des römisch-katholischen Bistums Trier wahr. 

## Zweck und Historie
Bis in das Jahr 2000 war die regionale Trägerstruktur von Kindertageseinrichtungen in Trier und dem Umland durch Einzelträgerstrukturen von Kirchengemeinden und rund 30 Einrichtungen in Trägerschaft von regionalen Caritasverbänden und sonstigen katholischen Trägern gekennzeichnet. Daraufhin wurde durch das Bistum Trier unter Bischof Hermann Josef Spital und verschiedene Kirchengemeinden im Juni 2000 die Katholische KiTa gGmbH Trier – zeitgleich mit den Schwestergesellschaften in Koblenz und im Saarland – gegründet und in Wittlich ins Handelsregister eingetragen. Zwei Jahre später wurde 2002 mit der Implementierung eines Qualitätsmanagementsystems begonnen, das sich an den Erfordernissen des vom Verband Katholischer Tageseinrichtungen für Kinder (KTK) vergebenen Gütesiegels (Bundesrahmenhandbuch für katholische Kindertageseinrichtungen) orientiert.
Hauptziel war es, die Kirchengemeinden im Bereich ihrer Kindertageseinrichtungen zu entlasten, um dort mehr Raum für pastorales Engagement zu schaffen. Sowohl die katholische Trägerschaft als auch die pädagogische und religionspädagogische Qualität von Kindertageseinrichtungen sollten so langfristig gesichert werden. Man wollte die Trägeraufgaben professionalisieren und die Verhandlungsposition gegenüber den öffentlichen Leistungsträgern stärken. Darüber hinaus unterstützt die Katholische KiTa gGmbH Trier Jugendämter bei der Verwirklichung ihres gesetzlichen Auftrages zur Erziehung, Bildung und Betreuung von Kindern.
Als Trägergesellschaft innerhalb eines römisch-katholischen Bistums sieht sie – gemäß ihren eigenen Angaben – ihren erweiterten Auftrag auch darin, „Kindern und ihren Familien den Lebensentwurf Jesu Christi als hilfreiche und lebenswerte Orientierung für ihr eigenes Leben vorzustellen und die Kirche als tragfähige Gemeinschaft nahe zu bringen“.

## Umfang
Zurzeit (Stand: Dezember 2022) unterhält die Katholische KiTa gGmbH Trier 151 Kindertageseinrichtungen in 135 Kirchengemeinden der Stadt Trier sowie der umliegenden Landkreise. Mehr als 3500 Mitarbeiter betreuen dabei über 13.000 Kinder im Alter zwischen sechs Monaten und 14 Jahren in Krippen, Kindertagesstätten, Horten, integrativen und altersgemischten Gruppen.

## Struktur
Um eine möglichst flexible Trägerstruktur mit kurzen Verwaltungswegen zu gewährleisten, wurde eine Rechtsform außerhalb des Kirchenvermögensverwaltungsgesetzes (KVVG) geschaffen. Ein besonderes Merkmal der Katholische KiTa gGmbH Trier ist die regionalbedingte Zuordnung von mehreren Kindertageseinrichtungen beziehungsweise Standorten zu einer von elf sogenannten Gesamteinrichtungen (Birkenfeld, Bitburg, Cochem-Zell, Daun, Hermeskeil-Waldrach, Konz, Mittelmosel, Saarburg, Schweich und Trier (2 ×)), denen jeweils mindestens ein Gesamtleiter vorsteht. Dieser ist Vorgesetzter der Standortleitungen und übernimmt übergeordnete Leitungsaufgaben einschließlich der Verantwortung von Personal und Budget. Die einzelnen Einrichtungen einer Gesamteinrichtung unterstützen sich gegenseitig in pädagogischen, konzeptionellen, personellen und finanziellen Belangen. Hinsichtlich der Finanzierung wurde folgende Regelung getroffen: Die Personal- und Sachkosten für die Mitarbeiter in der Verwaltung der Katholische KiTa gGmbH Trier trägt zu 100 Prozent das Bistum, während Bistum und die öffentlichen Zuschussgeber anteilig die Personal- und Sachkosten für die Mitarbeiter in den von der Gesellschaft getragenen Kindertageseinrichtungen übernehmen.
Höchstes Organ der Gesellschaft ist die Gesellschafterversammlung. Ihr gehören zum einen Vertreter des Bistums Trier als Mehrheitsgesellschafter an sowie zum anderen Vertreter der 135 Kirchengemeinden, die die Betriebsträgerschaft ihrer jeweiligen Kindertageseinrichtungen an die Katholische KiTa gGmbH Trier übertragen haben. Nachgeordnet folgen der Aufsichtsrat und die Geschäftsführung.